# Libčice (Dolní Kralovice)
Libčice of Lipšitz (Duits: Liptschitz of Liptschitz b. Unterkralowitz) is een verlaten Tsjechische plaats in de gemeente Dolní Kralovice in de regio Midden-Bohemen en maakt deel uit van het district Benešov. Het dorp ligt op ongeveer 2 km afstand van Dolní Kralovice.
Libčice telt geen inwoners (2021).

## Geografie
Libčice ligt nabij het stuwmeer Švihov.

## Geschiedenis
De eerste schriftelijke vermelding van het dorp dateert van 1344.
Het dorp werd bijna volledig afgebroken ten behoeve van de aanleg van het stuwmeer. Alleen de kapel herinnert nog aan het oude dorp.

## Verkeer en vervoer

### Autowegen
Er leidt een regionale weg naar het dorp.

### Spoorlijnen
Er is geen station in (de buurt van) Libčice.

### Buslijnen
Er halteren geen bussen in het dorp.

## Galerij

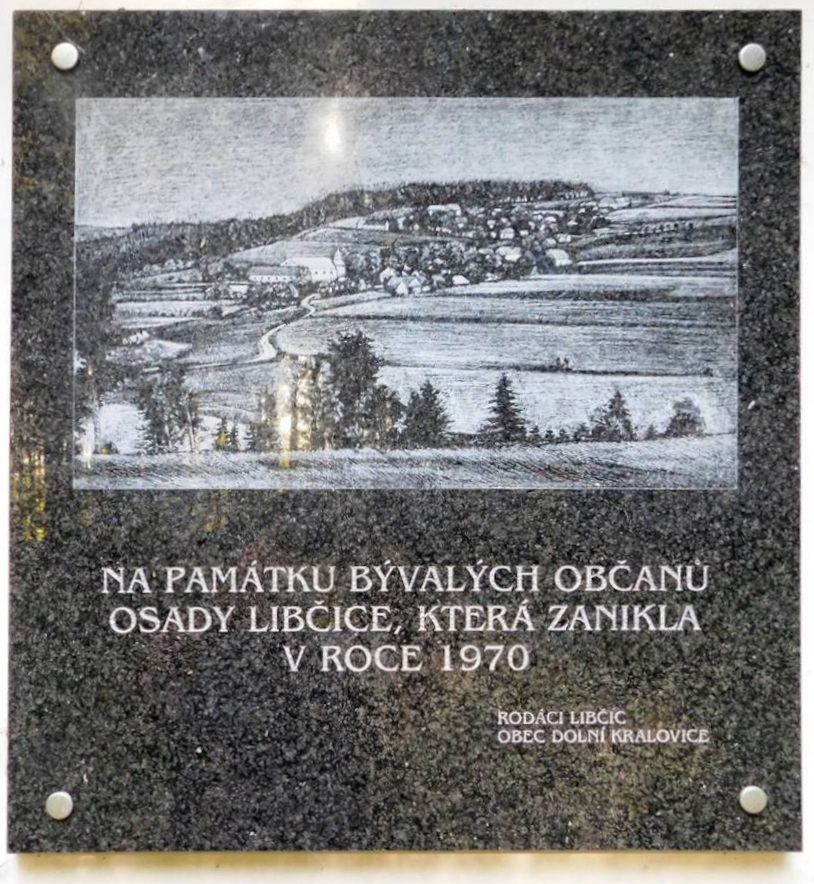
Plakkaat met beeld van het oude dorp (2021)
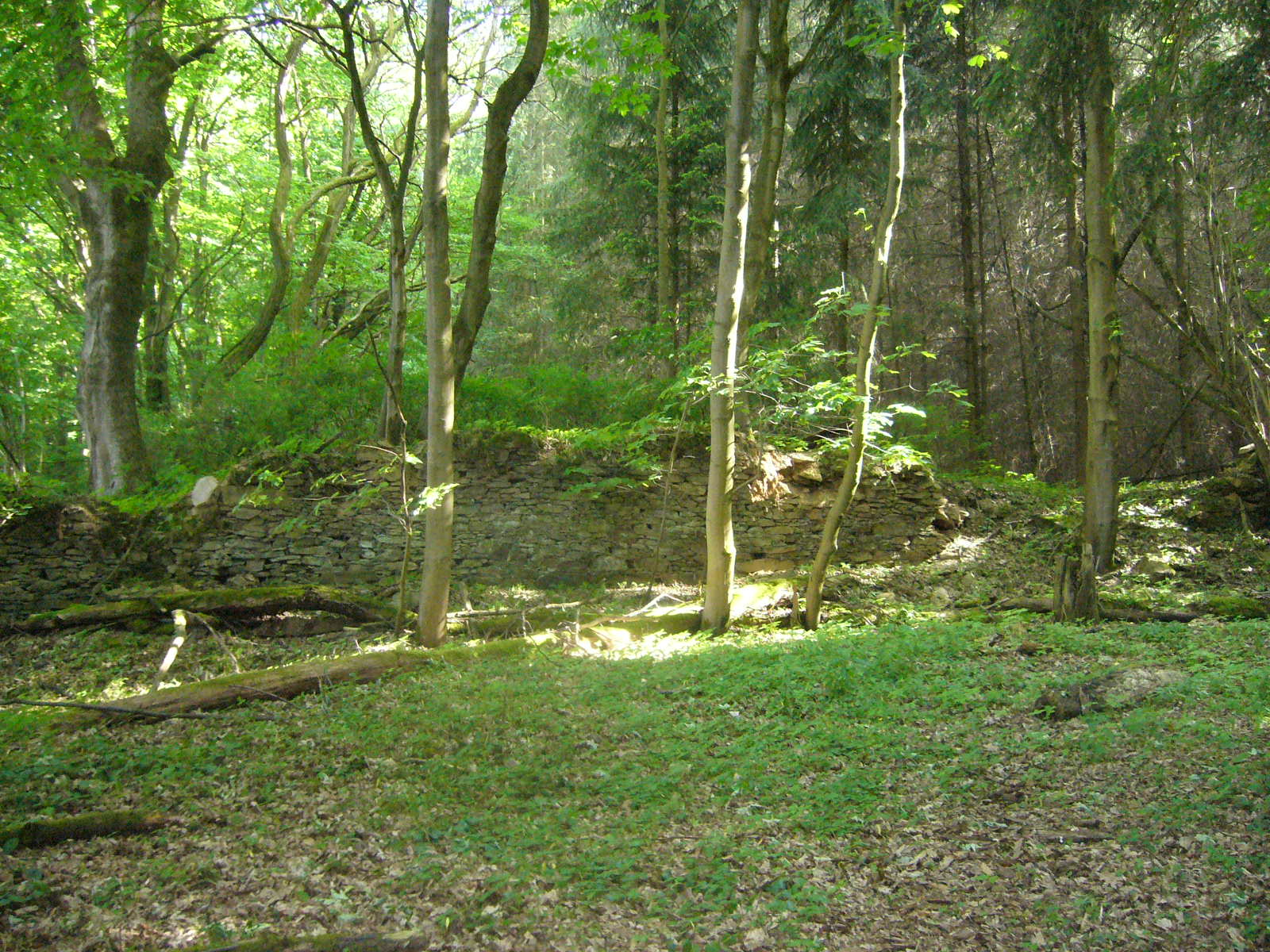
Oude muur van woning tussen de bomen (2006)
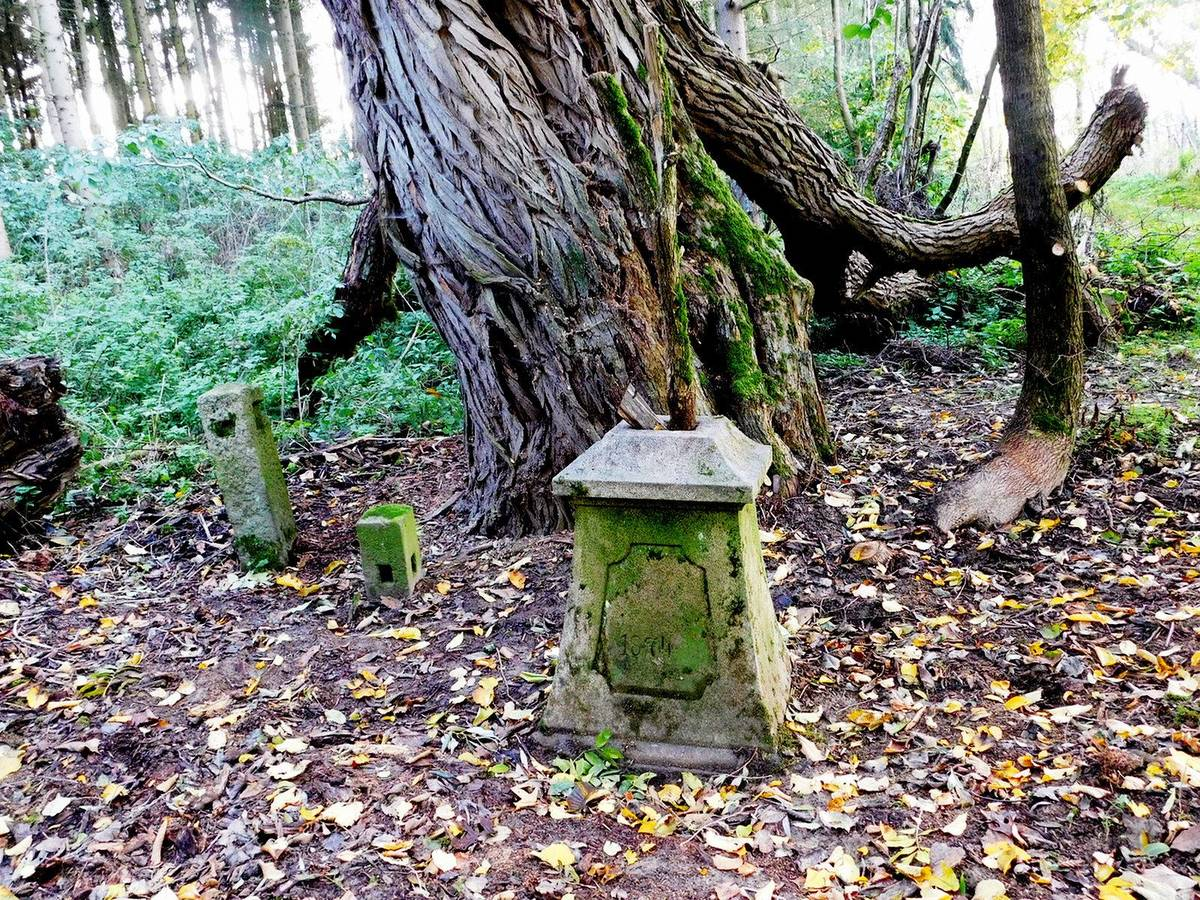
Voormalig kruis tussen de bomen (2021)